# Synchronous Digital Hierarchy
SONET/SDH（Synchronous Optical NETwork, 同期型光ネットワーク および Synchronous Digital Hierarchy, 同期デジタルハイアラーキ）は、光ファイバ通信のプロトコルの1つ。同期方式を用いた通信プロトコルで、以下の2つの規格の総称として用いられる。
- SONET (ソネット) - Bellcore社が提案、ANSIが標準化。主に北米で普及。
- SDH - 1990年にITU-Tが制定[2]。上記SONETに基づいて策定した。主にヨーロッパで普及。

これらの前身にPDH (plesiochronous digital hierarchy, 「準同期型デジタル階層網」の意)があり、当時は日本では一次群・二次群、アメリカではT1・T2、ヨーロッパではE1・E2などの異なる通信方式が普及していた。このように地域によって異なっていたPDHの仕様を世界的に統一する目的でSONETは規定された。
標準化規格は2015年を最後に更新されておらず、運用普及においてもOTNや広域イーサネットなどの別の通信技術に差し替えられている。

## 種類と用語
SONET/SDH には伝送速度に基づいて下表のような系列がある。
| 名称    | 名称             | 伝送速度 [Mbps] | 伝送速度 [Mbps] |
| SDH     | SONET            | フレーム全体    | コンテナ        |
| ------- | ---------------- | --------------- | --------------- |
| STM-0   | OC-1 / STS-1     | 51.84           | 49.536          |
| STM-1   | OC-3 / STS-3     | 155.52          | 149.76          |
| STM-4   | OC-12 / STS-12   | 622.08          | 599.04          |
| STM-16  | OC-48 / STS-48   | 2488.32         | 2396.16         |
| STM-64  | OC-192 / STS-192 | 9953.28         | 9584.64         |
| STM-256 | OC-768 / STS-768 | 39813.12        | 38338.56        |

- OC (Optical Carrier): 光信号の仕様・回線速度
- STS (Synchronous Transport Signal): SONETのフレーム書式
- STM (Synchronous Transport Module): SDHのフレーム書式と光信号の仕様

SONET と SDH とでは異なる用語で同じ仕様・機能を指すことがしばしばあるが、いくつかの相違点はあるものの基本的には SDH は SONET を包含すると考えてよい。ANSI側のSONET規格文書は、ATIS (Alliance For Telecommunications Industry Solutions)がITU側のSDHと整合を図っている。

## フレーム構造と特徴
SONET/SDHでは、固定長のフレームを125μs(マイクロ秒)おきに送る。フレームは以下の2つから構成される。
- TO (Transport Overhead, 伝送オーバヘッド): 制御用データを格納する。
- VC (Virtual Container, 仮想コンテナ): ユーザデータを格納する。

フレームはコンテナの途中にオーバヘッドを挿入する形をとり、TO、VC、TO、VC... という順でフレームを送る。例えば、
- STS-1 または STM-0 では810バイトの固定長フレームを送る。オーバヘッド3バイトおよびコンテナ87バイトを交互に送り、これを125μs間に9回繰り返す。
- STS-3c[注釈 1]  または STM-1 では、2430バイトの固定長フレーム長を送る。オーバヘッド9バイトおよびコンテナ261バイトを交互に送り、これを125μs間に9回繰り返す。

これらのフレームは下図のように一般に90×9バイトや270×9バイトなど、N列9行の配列として表し、オーバヘッド(TO)とコンテナ(VC)が整列するように表現される。

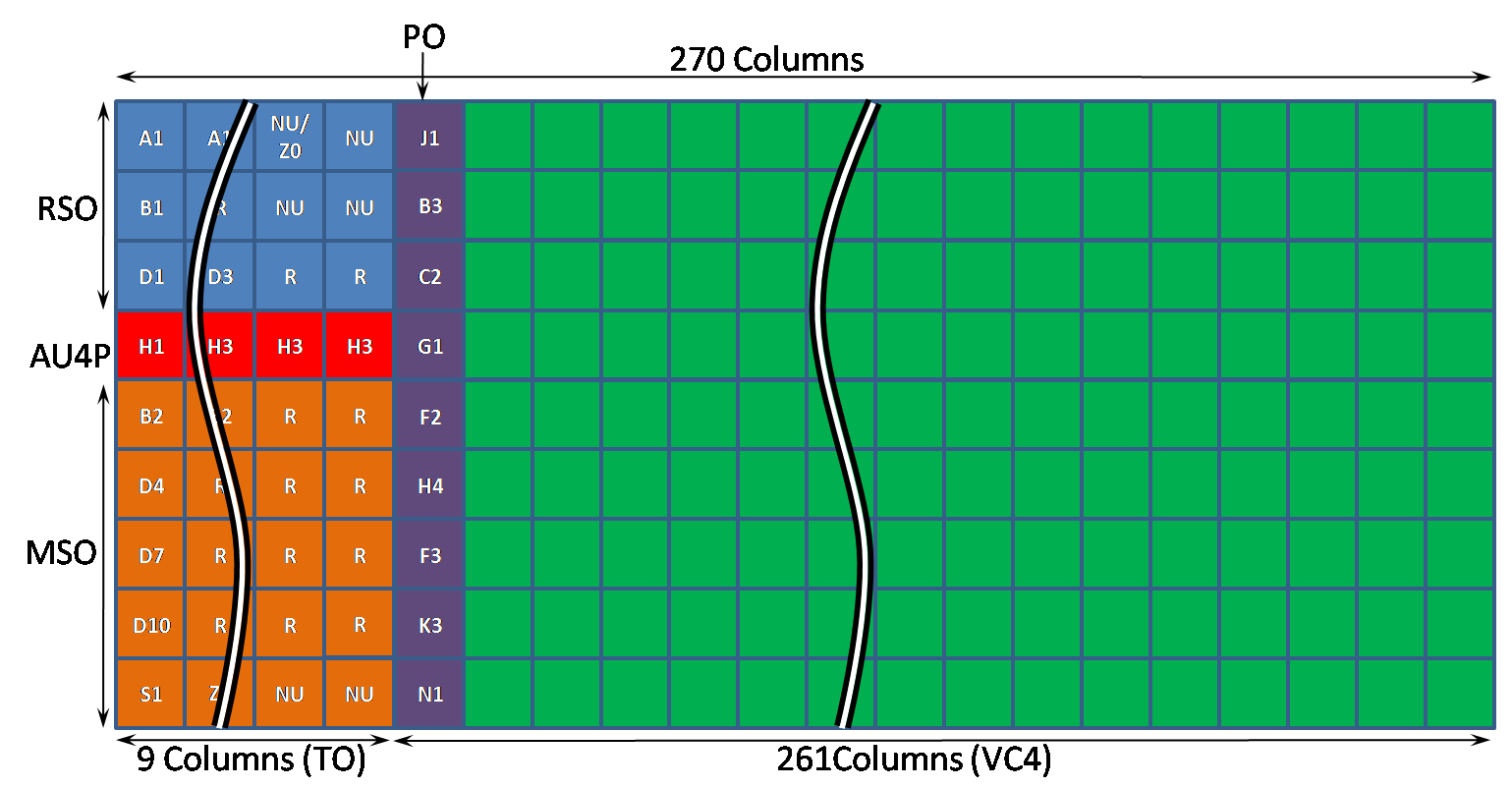
STS-3c または STM-1 のフレーム構造。9行からなり、左上から1行ずつデータが送信される。

また、ユーザデータの量を増やすために多重化が行われ、例えば STM-256 は STM-1 フレームを256波長の波長分割多重で送受するなどして実現している。フレームにはユーザデータ以外の管理データとして以下のものが付加されている。
- セクションオーバーヘッド（Section Overhead, SOH, SO）- 網管理に用いる。
- 管理ポインタ（Administrative Unit Pointer, AUPtr）- 周波数・位相同期に用いる。
- パスオーバーヘッド（Path Overhead, POH, PO）- コンテナに配置し、各パスの識別に用いる。

多重化ではこのフレーム構造を用いることで、次のような機能を実現している。
- 制御用データがユーザデータに挿し挟まれる形であるため、ユーザデータから独立したネットワーク管理情報を持つことができ、信頼性の高い通信が可能である。
- AUポインタを利用して周波数・位相の同期をとるため、機器間のずれ補正が容易で高速な通信に対応できる。
- AUポインタやPOHを利用して、低速チャネルから高速ハイアラーキへの多重化や、高速ハイアラーキから直接チャネルごとの情報を取り出すことができる(仮想コンカチネーション)。